# Ezequiel Alfredo Martínez
Ezequiel Alfredo Martínez (Dolores, 16 de septiembre de 1924 - Mar del Plata, 10 de junio de 2019)  fue un militar argentino retirado, perteneciente a la Fuerza Aérea Argentina. Alcanzó el grado de brigadier mayor, ocupó la jefatura del Estado Mayor Conjunto de las Fuerzas Armadas y fue miembro del gobierno de facto de Alejandro Agustín Lanusse como secretario de planeamiento y acción de gobierno y secretario de la junta de comandantes. También fue candidato a presidente en 1973 por la Alianza Republicana Federal.

## Biografía
Nacido en Dolores (provincia de Buenos Aires) en 1924, realizó sus estudios en el Colegio Militar de la Nación y en la Escuela de Aviación Militar.
Tras culminar con sus estudios de educación secundaria, Ezequiel Martínez ingresó como cadete de la Escuela de Aviación Militar el 1 de marzo de 1941. El 30 de noviembre de 1944 egresó como alférez del escalafón aire, con orden de mérito 8 sobre un total de 67 cadetes egresados de la promoción 10° de la mencionada institución aeronáutica militar. Entre sus compañeros de promoción se destacan los alféreces Carlos Alberto Rey, Jorge Sixto Fernández y Arturo Armando Cordón Aguirre.
Cumplió funciones diplomáticas en Washington D. C. (1948) y entre 1961 y 1963 fue agregado aeronáutico en la embajada argentina en Perú. Ese último año, fue nombrado secretario general de la Secretaría de Aeronáutica. En 1965 fue nombrado jefe de la base aérea El Palomar.

### Revolución Argentina
Tras el golpe de Estado de la autodenominada Revolución Argentina, pasa a ser subsecretario de aeronáutica del Ministerio de Defensa. Entre 1966 y 1968 fue jefe del Estado Mayor de comando de actividades, y posteriormente es nombrado jefe del Estado Mayor General de la Fuerza Aérea, ocupando el cargo hasta 1969.
Entre 1970 y 1971 estuvo a cargo de la delegación militar argentina ante la Junta Interamericana de Defensa, siendo también agregado aeronáutico en la embajada ante Estados Unidos y asesor militar de la delegación argentina ante las Naciones Unidas.
En 1971 integró la jefatura del Estado Mayor Conjunto de las Fuerzas Armadas, siendo relevado por Roberto Marcelo Levingston días antes de su caída. En la presidencia de facto de Levingston también fue secretario de la Junta de Comandantes. Fue desplazado de ambos cargos por un supuesto «acto disciplinario de carácter grave» (en palabras del propio Levingston). Dicho acto, fue no transmitir a tiempo las órdenes para reprimir el «Viborazo», en la provincia de Córdoba.
Bajo la presidencia de facto de Alejandro Agustín Lanusse, volvió a ser secretario de la Junta de Comandantes, a la vez que fue designado como el primer titular de la secretaría de planeamiento y acción de gobierno, dependiente directamente de presidencia de la Nación. En este segundo cargo, fue responsable de la política económica ante la junta militar. En septiembre de 1972 acompañó a Lanusse en la presentación del Gran Acuerdo Nacional.
El 17 de noviembre de 1972 mantuvo «virtualmente» preso a Juan Domingo Perón durante pocas horas tras su llegada al Aeropuerto Internacional Ministro Pistarini en Ezeiza. El expresidente se encontraba en el Hotel Internacional de Ezeiza, con intenciones de dirigirse hacia la casa de la calle Gaspar Campos en Vicente López, cuando miembros de la Fuerza Aérea instalaron ametralladoras pesadas frente al hotel. Martínez, que había sido enviado allí por Lanusse, intentó poner condiciones para la salida de Perón. Más tarde se llegó a un acuerdo con las autoridades militares y el expresidente pudo retirarse del hotel.
Renunció a los cargos en diciembre de ese mismo año, para dedicarse a su campaña presidencial.

### Elecciones de marzo de 1973
Participó en las elecciones presidenciales del 11 de marzo de 1973 como candidato a presidente por la Alianza Republicana Federal (ARF). Como hombre de confianza de Lanusse, disfrutó de un apoyo tácito del régimen militar, lo que llevó a que se refirieran a él habitualmente como un «candidato oficialista de facto». En la fórmula estuvo acompañado por Leopoldo Bravo, ex Gobernador de la provincia de San Juan, como candidato a vicepresidente. Martínez se presentó como continuador de Lanusse y con el eslogan «por un presidente joven». En las elecciones, la ARF quedó en un lejano quinto lugar, con la fórmula Martínez-Bravo recibiendo el 2,91 % de los votos.

### Años posteriores
En marzo de 2008 fue detenido en el marco de la investigación de la Masacre de Trelew de 1972, cumpliendo prisión domiciliaria por su estado de salud.  Se investigó si Martínez había integrado la cadena de mandos que ordenó los fusilamientos de 19 miembros de distintas organizaciones armadas peronistas y de izquierda en la Base Aeronaval Almirante Zar. Fue excarcelado poco tiempo después, por falta de mérito.

### Muerte
Falleció a los 94 años en la ciudad de Mar del Plata el 10 de junio de 2019, y sus restos fueron trasladados a la localidad  bonaerense de Pilar, donde fueron sepultados en el cementerio privado Jardín de Paz el día 11 de junio de 2019.